# Oxyagrion brevistigma
Oxyagrion brevistigma är en trollsländeart som först beskrevs av Selys 1876.  Oxyagrion brevistigma ingår i släktet Oxyagrion och familjen dammflicksländor. Inga underarter finns listade i Catalogue of Life.